# Растеряевка
Растеряевка — река в России, протекает по Волгоградской области. Устье реки находится в 19 км по правому берегу реки Хопёр. Длина реки составляет 33 км. Площадь водосборного бассейна — 290 км².

## Данные водного реестра
По данным государственного водного реестра России относится к Донскому бассейновому округу, водохозяйственный участок реки — Хопёр от впадения реки Ворона и до устья, без рек Ворона, Савала и Бузулук, речной подбассейн реки — Хопер. Речной бассейн реки — Дон (российская часть бассейна).
Код объекта в государственном водном реестре — 05010200512107000007896.